# World Games 2017/Unihockey
Bei den World Games 2017 wurde vom 27. bis 30. Juli 2017 ein Wettbewerb im Unihockey durchgeführt.

## Teilnehmer
Die Unihockey-Weltmeisterschaft 2016 diente als Qualifikationsturnier.

| Die drei Bestplatzierten:           | Schweden           | Finnland | Schweiz |
| Das beste Nachbarland:              | Tschechien         |          |         |
| Das beste nicht-europäische Team:   | Vereinigte Staaten |          |         |
| Der Gastgeber der World Games 2017: | Polen              |          |         |

## Ergebnisse

### Vorrunde

#### Gruppe A
| Pl. | Team       | Sp | S | U | N | Tore  | Diff. | Punkte |
| --- | ---------- | -- | - | - | - | ----- | ----- | ------ |
| 1.  | Finnland   | 2  | 2 | 0 | 0 | 9:2   | +7    | 4      |
| 2.  | Tschechien | 2  | 1 | 0 | 1 | 14:50 | +9    | 2      |
| 3.  | Polen      | 2  | 0 | 0 | 2 | 01:17 | −16   | 0      |

|  | Qualifikation zum Halbfinale |
|  | Spiel um Platz 5/6           |

| 27. Juli 2017 12:00 Uhr |  | Finnland 4. P. Kotilainen 0:1 30. P. Kotilainen (M. Kohonen) 2:2 37. J. Lamminen (K. Savonen) 3:2 45. M. Kohonen (J. Piha) 4:2 | 4:2 (1:1, 2:1, 1:0) Spielbericht | Tschechien 00:26 D. Sebek (M. Benes)0:1 20:04 R. Vales (P. Suchanek)1:2 | WKK Sport Center, Breslau Zuschauer: 612 |

| 27. Juli 2017 20:00 Uhr |  | Polen | 0:5 (0:2, 0:2, 0:1) Spielbericht | Finnland 12. S. Johansson (E. Salin) 0:1 15. J. Lamminen (S. Johansson) 0:2 31. K. Savonen (E. Salin) 0:3 36. M. Kohonen (J. Piha) 0:4 43. E. Salin (S. Johansson) 0:5 | WKK Sport Center, Breslau Zuschauer: 738 |

| 28. Juli 2017 17:30 Uhr |  | Tschechien 4. M. Tomášik (M. Beneš) 1:0 4. R. Valeš (P. Dóža) 2:0 6. D. Šebek (O. Němeček) 3:0 10. P. Dóža (M. Jendrišák) 4:0 14. J. Curney (M. Jendrišák) 5:0 15. R. Valeš (M. Beneš) 6:0 16. D. Šebek (P. Dóža) 7:0 17. O. Němeček (M. Tomášik) 8:0 22. P. Suchánek (P. Dóža) 9:1 24. M. Beneš 10:1 27. P. Dóža (R. Valeš) 11:1 41. P. Dóža (M. Garčar) 12:1 | 12:1 (6:0, 5:1, 1:0) Spielbericht | Polen 18. M. Sieńko (P. Kostela) 8:1 | WKK Sport Center, Breslau Zuschauer: 493 |

#### Gruppe B
| Pl. | Team               | Sp | S | U | N | Tore  | Diff. | Punkte |
| --- | ------------------ | -- | - | - | - | ----- | ----- | ------ |
| 1.  | Schweden           | 2  | 2 | 0 | 0 | 23:00 | +23   | 4      |
| 2.  | Schweiz            | 2  | 1 | 0 | 1 | 17:30 | +14   | 2      |
| 3.  | Vereinigte Staaten | 2  | 0 | 0 | 2 | 00:37 | −37   | 0      |

|  | Qualifikation zum Halbfinale |
|  | Spiel um Platz 5/6           |

| 27. Juli 2017 17:30 Uhr |  | Schweiz 1. D. Hartmann (M. Hofbauer) 1:0 2. L. Graf (P. Mendelin) 2:0 4. M. Hofbauer (T. Braillard) 3:0 8. L. Graf (M. Maurer) 4:0 9. T. Braillard (K. Berry) 5:0 11. D. Hartmann (M. Hofbauer) 6:0 16. C. Laely (K. Berry) 7:0 18. P. Mendelin (M. Engel) 8:0 21. M. Hofbauer (M. Maurer) 9:0 27. T. Braillard (M. Hofbauer) 10:0 28. P. Mendelin (D. Hartmann) 11:0 29. C. Laely (L. Graf) 12:0 30. M. Engel (P. Mendelin) 13:0 31. P. Riedi (K. Berry) 14:0 34. M. Hofbauer (T. Braillard) 15:0 34. P. Mendelin (M. Engel) 16:0 38. L. Graf 17:0 | 17:0 (6:0, 7:0, 4:0) Spielbericht | Vereinigte Staaten | WKK Sport Center, Breslau Zuschauer: 683 |

| 28. Juli 2017 12:00 Uhr |  | Vereinigte Staaten | 0:20 (0:9, 0:5, 0:6) Spielbericht | Schweden 2. J. Samuelsson (T. Gustafsson) 0:1 4. R. Enström (K. Hedlund) 0:2 6. A. Galante Carlström (R. Enström) 0:3 8. A. Galante Carlström (J. Larsson) 0:4 9. R. Nilsberth (J. Samuelsson) 0:5 10. E. Johansson (M. Samuelsson) 0:6 12. R. Sundstedt (K. Hedlund) 0:7 14. R. Enström (E. Johansson) 0:8 15. E. Johansson (K. Nilsson) 0:9 17. R. Sundstedt (J. Samuelsson) 0:10 18. A. Galante Carlström (T. Gustafsson) 0:11 20. M. Samuelsson (K. Nilsson) 0:12 21. K. Nilsson (T. Gustafsson) 0:13 25. J. Samuelsson (R. Sundstedt) 0:14 33. T. Gustafsson (R. Enström) 0:15 34. R. Enström (E. Johansson) 0:16 36. K. Nilsson (T. Gustafsson) 0:17 39. R. Enström (K. Nilsson) 0:18 40. J. Samuelsson (R. Enström) 0:19 44. T. Gustafsson (R. Enström) 0:20 | WKK Sport Center, Breslau Zuschauer: 433 |

| 28. Juli 2017 20:00 Uhr |  | Schweden 27. K. Nilsson (K. Hedlund) 1:0 32. J. Larsson (K. Nilsson) 2:0 34. K. Nilsson (J. Larsson) 3:0 | 3:0 (0:0, 1:0, 2:0) Spielbericht | Schweiz | WKK Sport Center, Breslau Zuschauer: 456 |

### Endrunde

#### Spiel um Platz 5
| 29. Juli 2017 20:00 Uhr |  | Polen 31. J. Łyskawa (M. Turwoń) 1:2 | 1:4 (1:2, 0:0, 0:2) Spielbericht | Vereinigte Staaten 10. M. Hansen (A. McVey) 0:1 10. M. Rüegg (R. Möri) 0:2 31. A. McVey (M. Hansen) 1:3 31. M. Vähä-Vahe (A. McVey) 1:4 | WKK Sport Center, Breslau Zuschauer: 648 |

#### Halbfinale
| 29. Juli 2017 14:30 Uhr |  | Finnland 4. T. Väänänen (N. Salo) 1:3 38. E. Salin (K. Savonen) 2:4 | 2:5 (0:1, 0:2, 2:2) Spielbericht | Schweiz 9. P. Riedi 0:1 23. M. Engel 0:2 26. M. Hofbauer (M. Engel)0:3 38. M. Engel (M. Hofbauer) 1:4 45. M. Hofbauer (C. Meier)1:5 | WKK Sport Center, Breslau Zuschauer: 538 |

| 29. Juli 2017 17:00 Uhr |  | Schweden 19. J. Larsson (J. Samuelsson) 1:1 26. J. Svahn (E. Johansson) 2:1 29. J. Svahn (A. Galante Carlström) 3:1 45. A. Galante Carlström (E. Johansson) 4:2 45. T. Gustafsson (J. Svahn) 5:2 | 5:2 (0:0, 3:1, 2:1) Spielbericht | Tschechien 16. O. Němeček (M. Beneš) 0:1 31. M. Beneš (M. Jendrišák) 3:2 | WKK Sport Center, Breslau Zuschauer: 456 |

#### Spiel um Platz 3
| 30. Juli 2017 11:00 Uhr |  | Finnland 22. J. Lamminen (P. Kotilainen) 1:0 45. M. Kailiala 2:0 | 2:0 (0:0, 1:0, 1:0) Spielbericht | Tschechien | WKK Sport Center, Breslau Zuschauer: 471 |

#### Finale
| 30. Juli 2017 14:30 Uhr |  | Schweiz 3. C. Laely (P. Riedi) 1:1 7. C. Laely (L. Graf) 2:1 21. M. Engel (T. Braillard) 3:1 22. C. Meier (P. Mendelin) 4:1 28. K. Berry (T. Braillard) 5:2 | 5:7 (2:1, 3:4, 0:2) Spielbericht | Schweden 3. J. Larsson (J. Samuelsson) 0:1 24. A. Galante Carlström (K. Hedlund) 4:2 29. J. Samuelsson (M. Samuelsson) 5:3 30. A. Galante Carlström (R. Enström) 5:4 30. K. Nilsson 5:5 30. K. Nilsson 5:6 45. J. Larsson (V. Klintsten) 5:7 | WKK Sport Center, Breslau Zuschauer: 901 |

## Schlusstabelle
| Rang | Land               |
| ---- | ------------------ |
|      | Schweden           |
|      | Schweiz            |
|      | Finnland           |
| 4.   | Tschechien         |
| 5.   | Vereinigte Staaten |
| 6.   | Polen              |